# Mose-Memorialkirche auf dem Berg Nebo

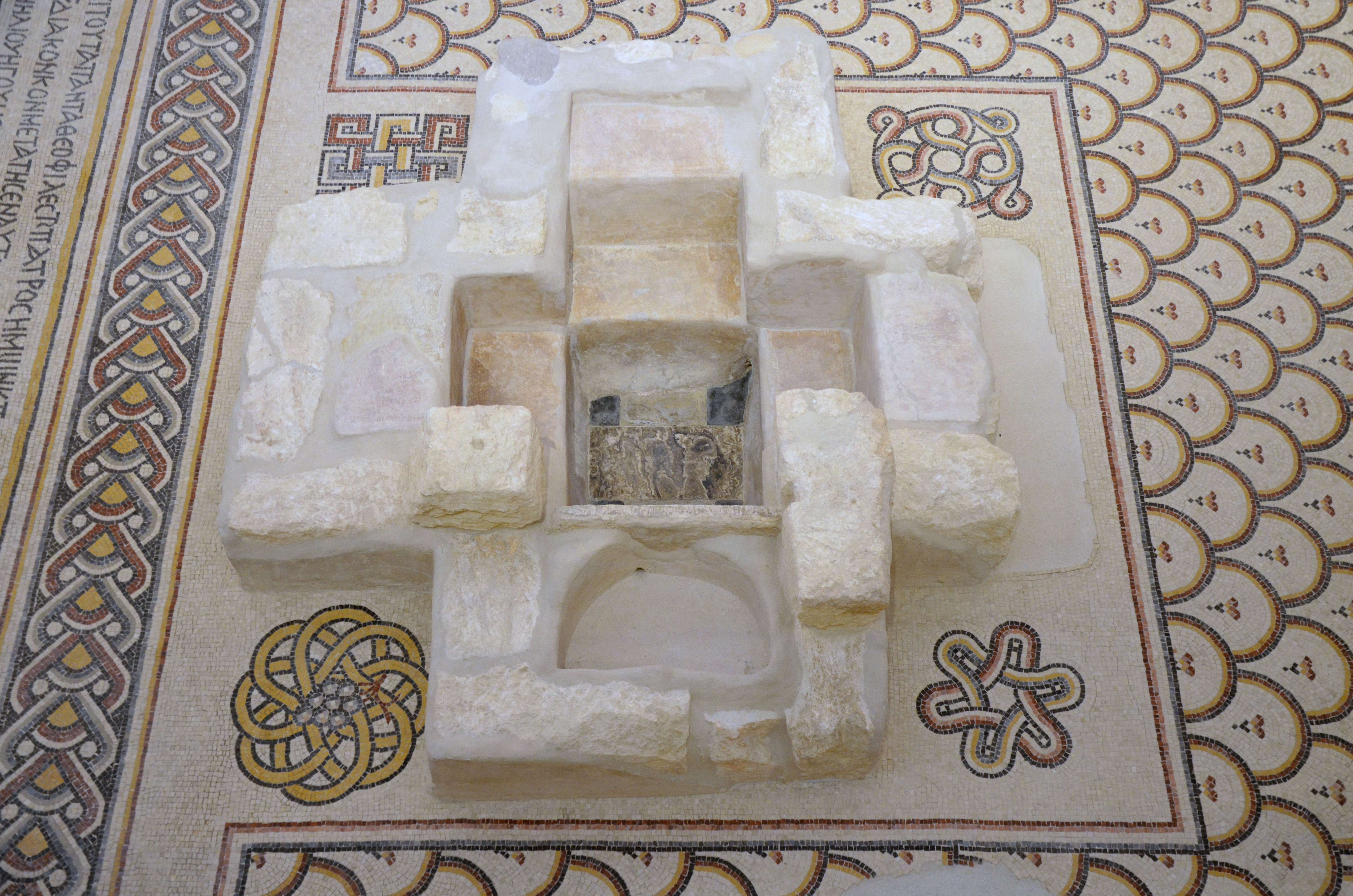
Baptisterium

Die Mose-Memorialkirche auf dem Berg Nebo war ein byzantinisches Pilgerzentrum auf dem Gipfel des Berg Nebo (arabisch جبل نيبو, DMG Ǧabal Nībū) im heutigen Jordanien. Von diesem Ort aus durfte Mose nach biblischer Tradition vor seinem Tod das Gelobte Land sehen, das er selbst nicht mehr betreten konnte (Dtn 34,1–4 ).

## Antike Berichte und Pilgerbesuche
Eusebius von Caesarea erwähnt den Ort in seinem Onomastikon der biblischen Ortsnamen. Die Pilgerin Egeria beschreibt, wie sie Ende des 4. Jahrhunderts den anstrengenden Aufstieg zum Gipfel des Nebo unternahm. Oben besuchte sie die „nicht sehr große Kirche“. Sie vollzog nach, wie Mose von hier aus eine weite Aussicht auf das Land der Verheißung hatte.
Petrus der Iberer (411–491), später Bischof von Gaza-Maiuma, bestieg rund hundert Jahre nach Egeria den Berg Nebo und fand die gleiche Kirche vor, die auch Egeria gesehen hatte. Ihm erzählten die Mönche, zwar sei laut Bibel der Ort, an dem Mose begraben wurde, unbekannt, doch eine Vision habe einem Schafhirten offenbart, dass das Grab des Mose sich an der Stelle befinde, wo nun die Kirche erbaut worden sei.

## Kirchenbauten

### Kirche des 4. Jahrhunderts

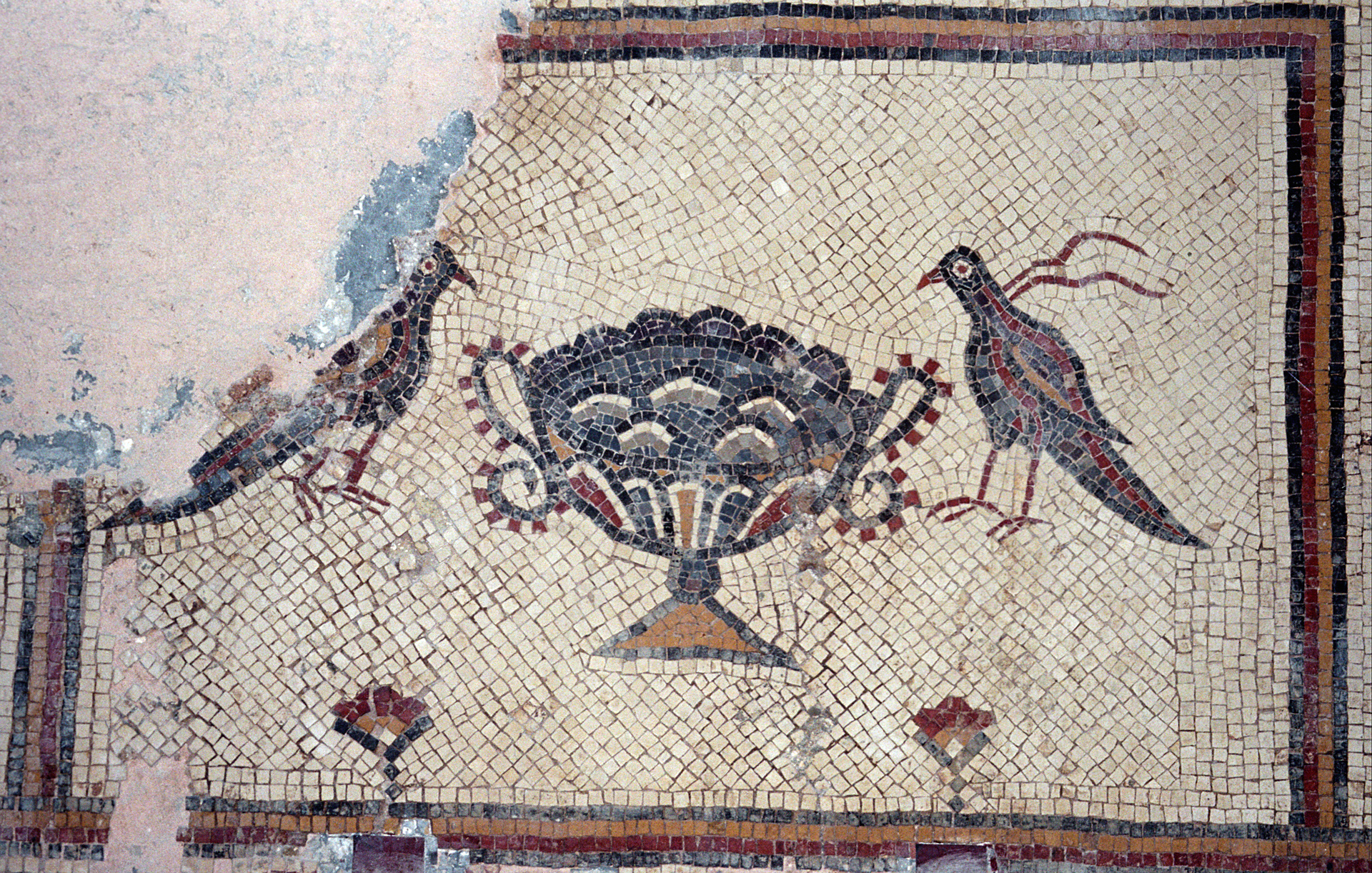
Pokal zwischen Vögeln

Um das Jahr 350 wandelten christliche Mönche ein paganes Prunkgrab auf dem Gipfel des Berges zu einer christlichen Kirche um. Das römische Mausoleum war ein Dreikonchenbau (cella trichora) mit sechs im Felsen ausgehauenen Gräbern. Eines davon war besonders hervorgehoben und befand sich in der Mitte der Anlage.
Die mittlere Apsis erhielt beim Umbau ein Synthronon mit einem großen Mosaikfeld. Das Mosaik stellte einen Pokal flankiert von zwei Vögeln dar. Separate Bildfelder mit kleineren Vögeln füllten den übrigen Fußboden. Eine Stifterinschrift nennt den Namen Alexios, vermutlich war dies der Abt. Der Narthex war mit einem Mosaik aus weißen Tesserae ausgelegt und erschloss beiderseits je eine Totenkapelle. Im Westen der Kirche befand sich ein Hof, und im Süden des Areals wurden Reste der Klosterbauten gefunden.

### Kirche des 6. Jahrhunderts

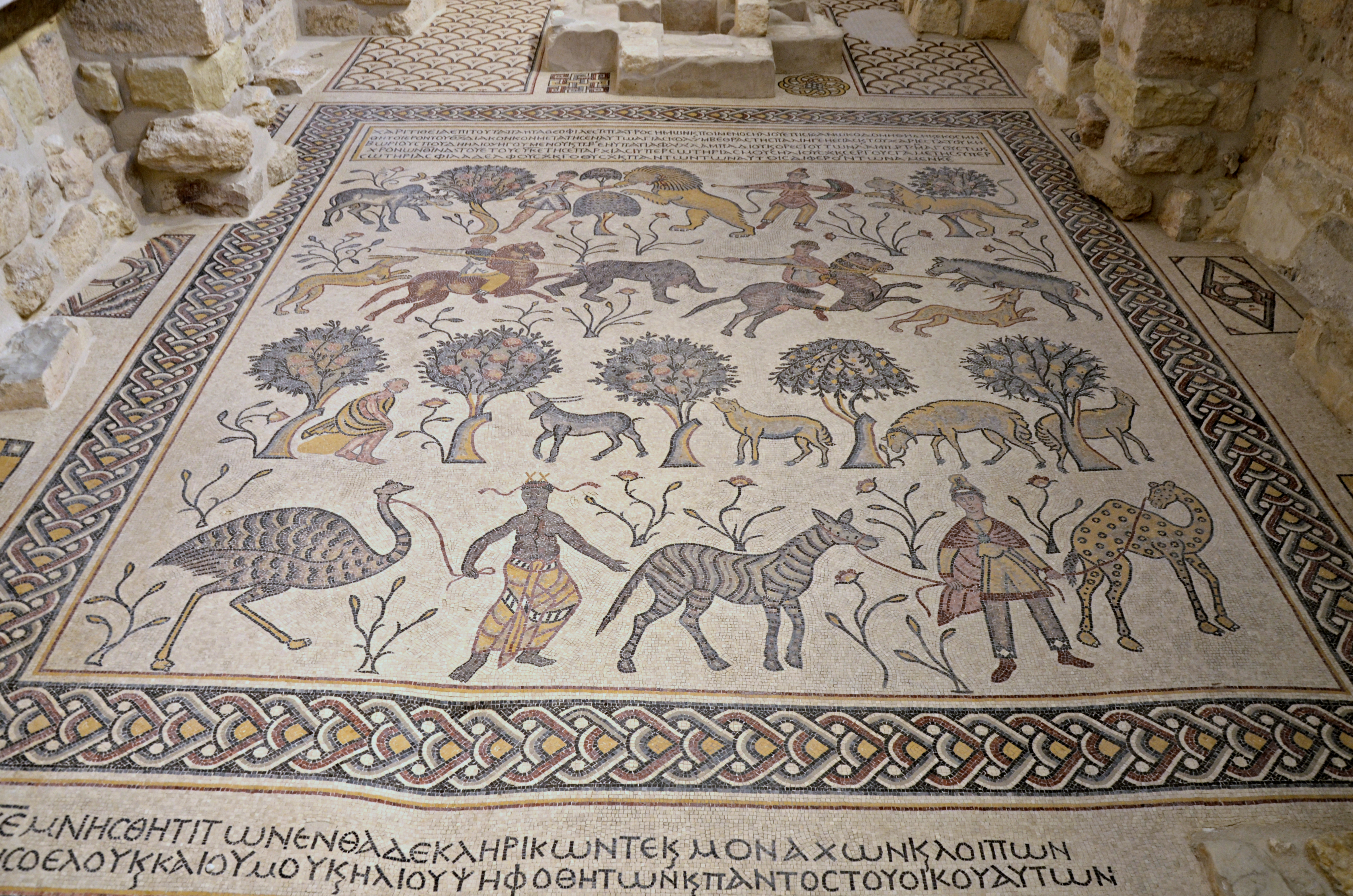
Mosaikteppich, im Hintergrund das kreuzförmige Taufbecken

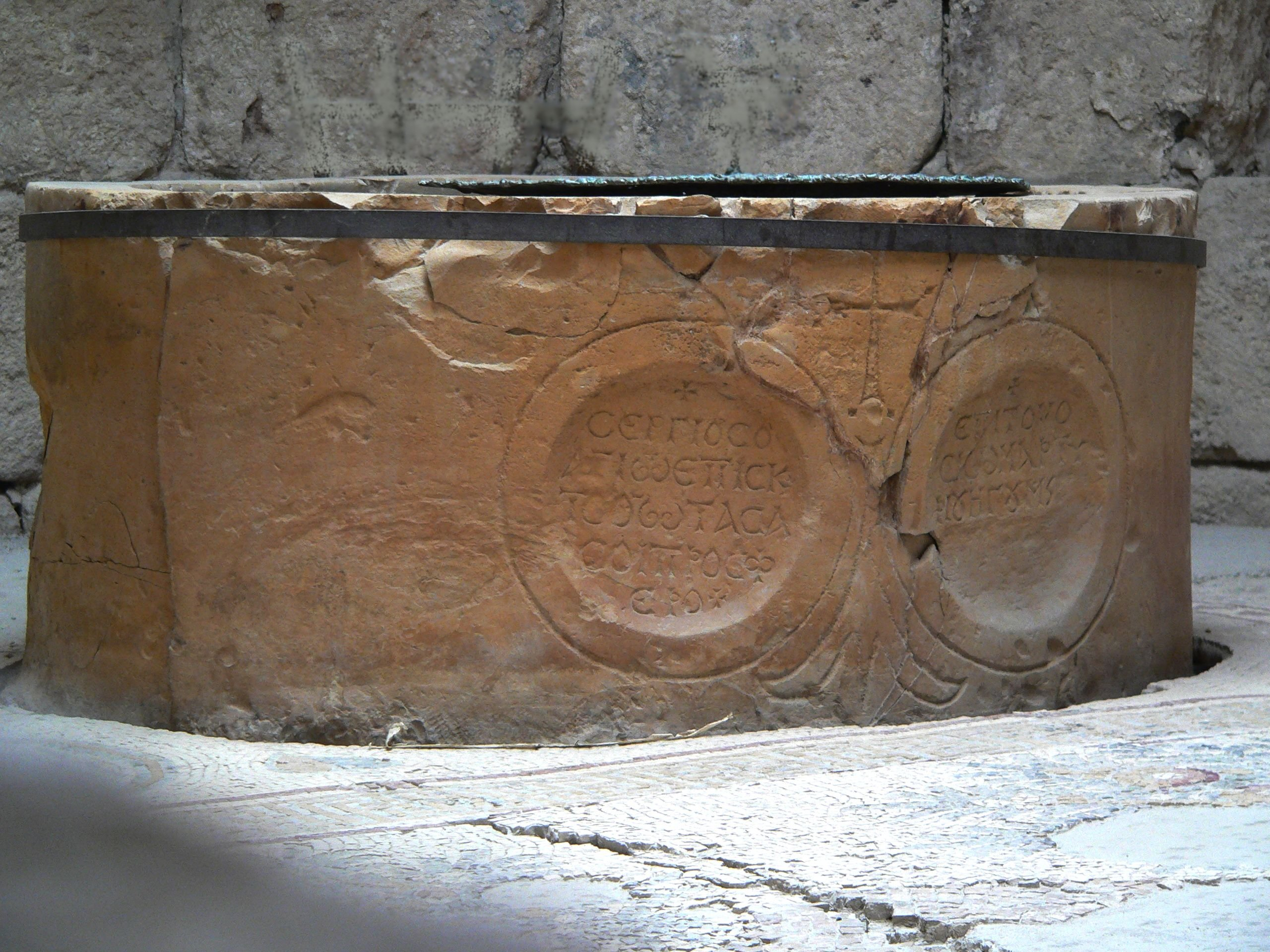
Rund gefasstes, kleeblattförmiges Taufbecken

Im frühen 6. Jahrhundert wurde die Anlage um ein Baptisterium bzw. Diakonikon erweitert.
Im nördlichen Innenhof entstand ein steinernes Becken für die Immersionstaufe mit kreuzförmigem Grundriss. Von drei Seiten konnte man über Stufen in das Bassin hinabsteigen, an der vierten Seite sieht man eine kleine halbrunde Wanne, die nach Meinung der Ausgräber für die Kleinkindertaufe benutzt worden sein könnte.
Ein 5 × 5,5 m großer Mosaikteppich befand sich als Blickfang in der Mitte des Baptisteriums. Inschriften nennen das Datum der Fertigstellung (August 531 n. Chr.), die amtierenden römischen Konsuln Lampadius und Orestes, die Auftraggeber (den Bischof Elias von Madaba und den Abt Elias) sowie die Mosaizisten Soelos, Kaioumas und Elias. Das Mosaik besteht aus vier Bildstreifen:
1. Ein Hirte schützt ein Zebu vor dem Angriff eines Löwen, ein Soldat mit phrygischer Mütze kämpft mit einer Löwin.
2. Bären- und Wildschweinjagd zu Pferde und mit Hunden
3. Hirtenszene
4. Wilde Tiere werden vorgeführt: Ein Afrikaner führt einen Strauß und ein Phryger ein Zebra und ein geflecktes Dromedar.

Ende des 6. Jahrhunderts beschädigte ein Erdbeben die Anlage, so dass Renovierungen notwendig wurden. An den bisherigen Kirchenraum hat man im Zuge dieser Bauarbeiten eine dreischiffige Kirche angebaut, der Bau des 4. Jahrhunderts wurde dadurch zum Presbyterium der neuen Kirche. Der Kirchenraum war im Süden und Norden von Nebenräumen flankiert. Der Mosaikfußboden des Neubaus zeigt ein umlaufendes Weinstock- sowie ein Swastikamotiv.
Das nördliche Seitengebäude diente nun als Diakonikon, das Nebengebäude an der Südseite als Baptisterium. Auch dieses ist durch seine Ausgestaltung bemerkenswert. Das Taufbecken hat eine Kleeblattform, ist rund eingefasst und von einem Mosaik mit Vögeln, Blumen und Weintrauben umgeben. Der rechteckige Bereich davor war mit einem Bodenmosaik geschmückt, das Gazellen zwischen Bäumen darstellte.

### Spätere Umbauten

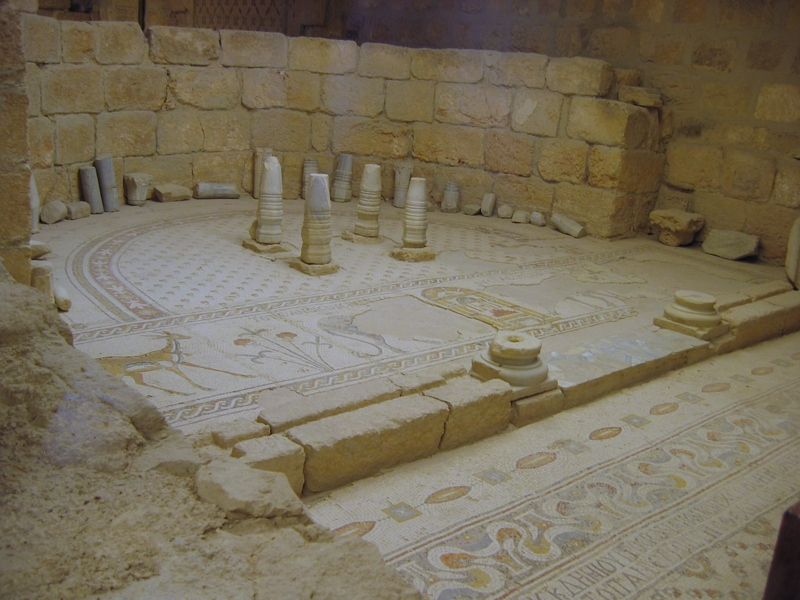
Theotokos-Kapelle

Der Berg Nebo war bis ins 9. Jahrhundert ein wichtiges christliches Pilgerziel.
Der Baukomplex des späten 6. Jahrhunderts wurde im 7. Jahrhundert um eine Kapelle der Gottesmutter (Theotokos) erweitert. Das Presbyterium dieser Kapelle erhielt einen Mosaikfußboden, der einen Altar zwischen zwei Stieren darstellt, laut Inschrift (Ps 51,21 ) ist dies der stilisierte Jerusalemer Tempel.
Zum Klosterkomplex gehörten mehrere Innenhöfe, zwei Zisternen, ein Refektorium, eine Küche und ein Vorratsraum.

### Franziskanische Basilika

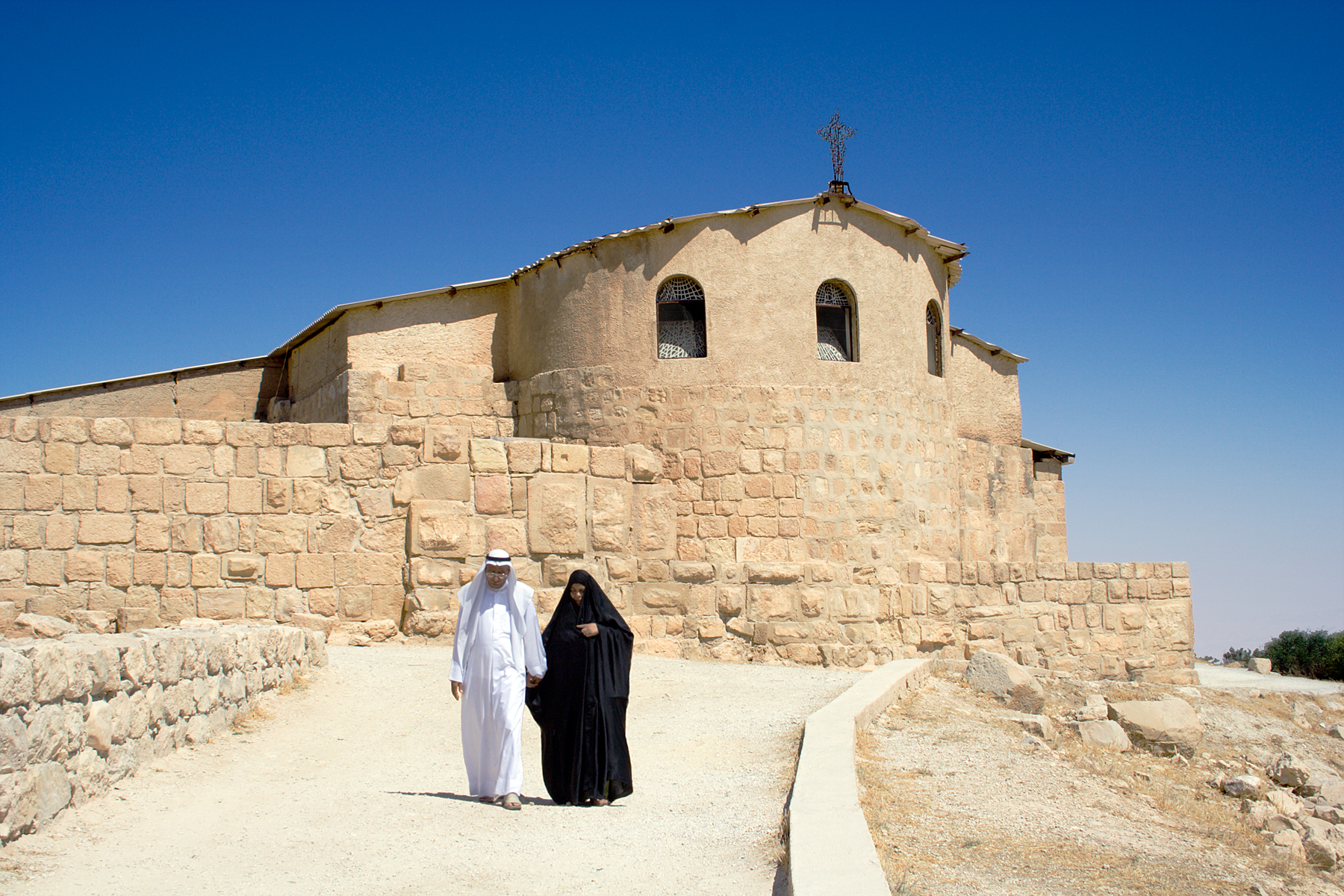
Ostfassade vor dem Umbau
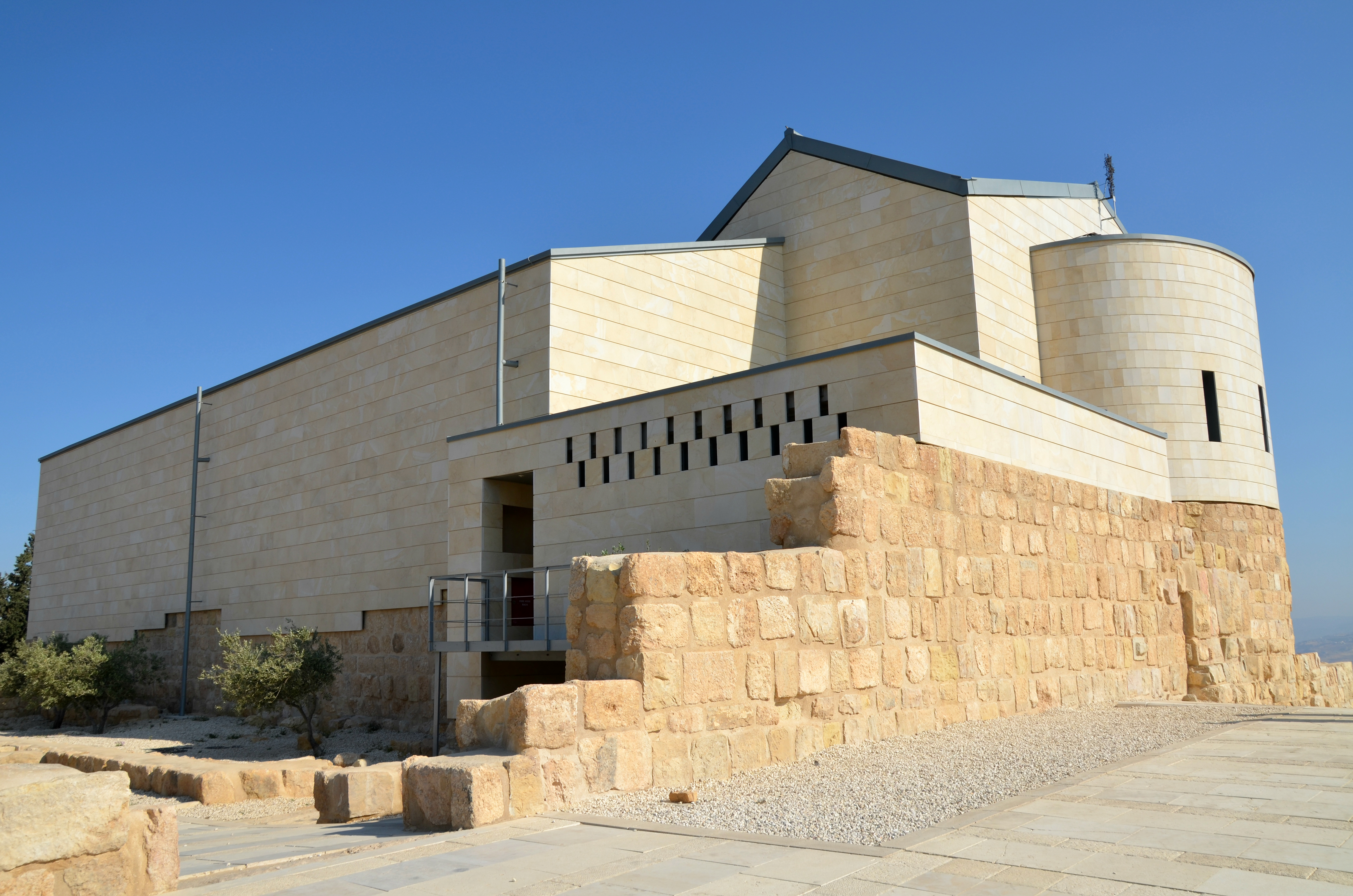
Ostfassade nach dem Umbau
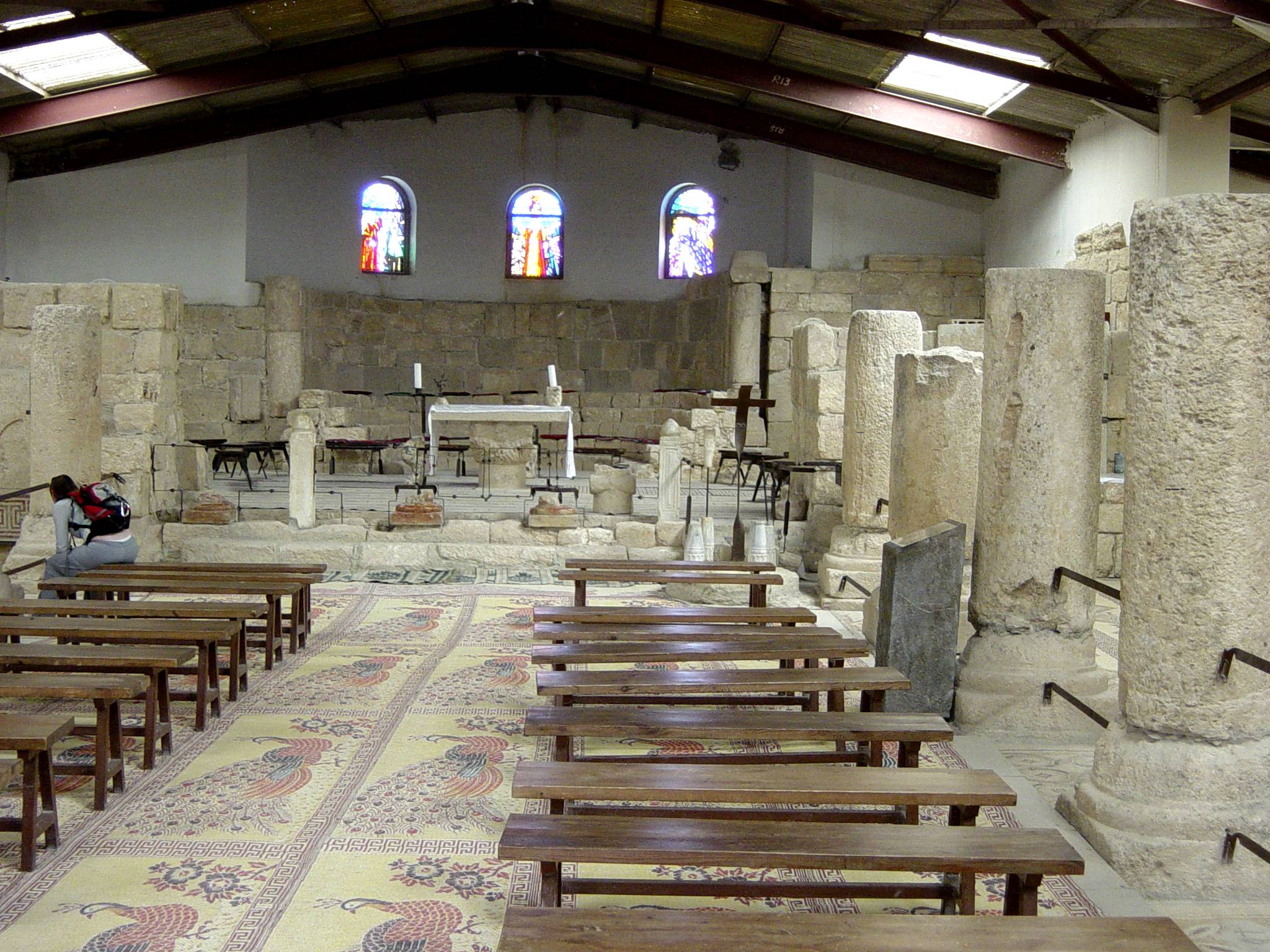
Innenraum vor dem Umbau
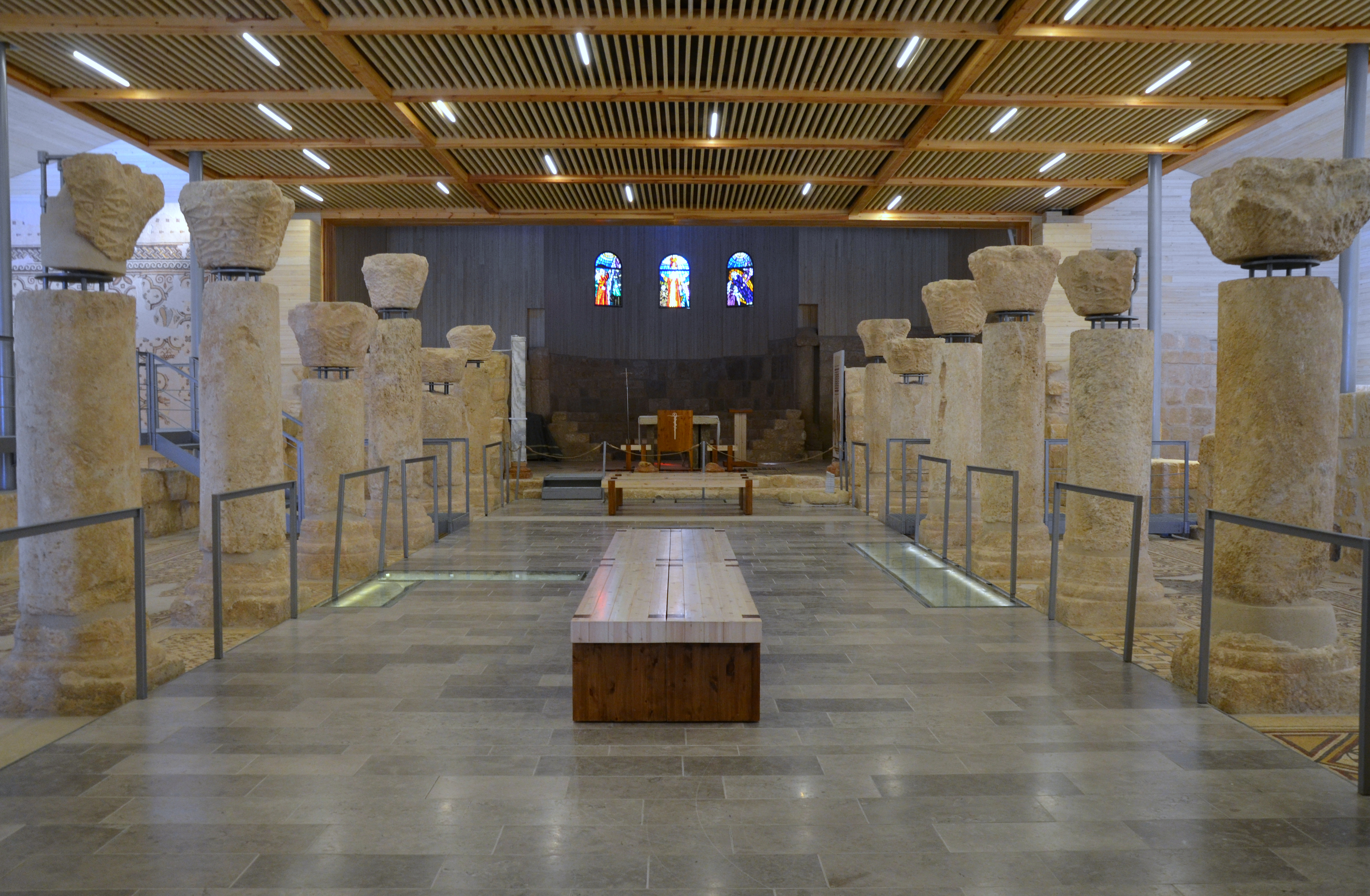
Innenraum nach dem Umbau

Eine moderne römisch-katholische Basilika, die zugleich die byzantinischen Ruinen und die Mosaiken schützen sollte, wurde in den 1960er-Jahren gebaut. Nach umfangreichen Umbaumaßnahmen ist die neu konzipierte Moses-Memorialkirche seit Oktober 2016 wieder für die Öffentlichkeit zugänglich.

## Ausgrabungen
Honoré Théodoric d’Albert de Luynes bestieg 1864 als erster Europäer der Neuzeit den Rās es-Siyāġa und fand auf dem Gipfel ein Ruinenfeld, das er als Memorialkirche des Mose identifizierte. 1932 kaufte das Studium Biblicum Franciscanum das Gelände, ebenso wie den drei Kilometer südöstlich gelegenen Hügel Ḥirbet el-Muḫayit (byzantinische Stadt Nebo mit Lot-Memorialkirche). Ein modernes Franziskanerkloster wurde auf dem Nebo für die Teilnehmer der archäologischen Mission gebaut. Es gehört zur franziskanischen Kustodie des Heiligen Landes.
In den Jahren 1933 bis 1937, 1963 bis 1967 und seit 1976 führte das Studium Biblicum Franciscanum  an beiden Orten systematische Ausgrabungen durch.